# Ebenezer Cunningham
Ebenezer Cunningham (Londres, 7 de maio de 1881 – 12 de fevereiro de 1977) foi um matemático britânico, reconhecido por sua pesquisa no começo do desenvolvimento da relatividade especial.
Ingressou no St John's College, Cambridge em 1899, pós-graduou-se como Senior Wrangler em 1902 e venceu o Prêmio Smith em 1904.
Em 1904, como instrutor na Universidade de Liverpool, começou a trabalhar em um novo teorema da relatividade com seu companheiro de trabalho, Harry Bateman. Eles trouxeram os métodos da geometria inversiva à teoria eletromagnética com suas transformações:
Cada solução quadridimensional [das equações de Maxwell] poderia ser então invertida em uma hiperesfera de pseudorraio K quadridimensional de modo a produzir uma nova solução. O ponto central do artigo de Cunningham foi a demonstração de que as equações de Maxwell preservavam sua forma sob essas transformações.
Trabalhou com Karl Pearson em 1907 na University College London.
Cunningham casou-se com Ada Collins em 1908.
Em agosto de 1911, ele retornou ao St John's College onde iniciou sua carreira.
Seu livro The Principle of Relativity (1914) foi um dos primeiros tratados em língua inglesa sobre a relatividade especial, juntamente com os de Alfred Robb e Ludwik Silberstein. Escreveu posteriormente Relativity and the Electron Theory (1915) e Relativity, Electron Theory and Gravitation (1921). 